# Мичурин, Виктор Степанович
Виктор Степанович Мичурин — советский военный, государственный и политический деятель, генерал-майор технических войск, лауреат Сталинской премии (1951).

## Биография
Родился в 1898 году в Лёнве. Член КПСС.
С 1918 года — на военной службе, общественной и политической работе. В 1918—1953 гг. — участник Гражданской войны, на ответственных должностях в военном дорожном строительстве РККА, начальник военно-транспортной службы Забайкальского военного округа, репрессирован, освобождён, участник Великой Отечественной войны на Северо-Западном, Ленинградском, Юго-Западном и других фронтах, начальник дорожного управления 3-го Украинского фронта, начальник дорожного управления в Украинской ССР.
За проектирование и скоростное строительство автомагистрали был в составе коллектива удостоен Сталинской премии 1951 года.
Умер в 1975 году в Ростове-на Дону, похоронен на Северном кладбище.